# Oscin di Corico
Oscin di Corico (o Korikos o Corycos; ... – 28 febbraio 1329) fu Reggente della Piccola Armenia dal 1320 fino alla morte.
Apparteneva al Casato degli Hetumidi, era il figlio di Aitone da Corico signore di Corico poi divenuto monaco e storico,  e di Isabella di Ibelin.

## Biografia
Alla morte del padre, nel 1308 divenne signore del porto di Corico.
Sua sorella Isabella fu la prima moglie del re Oscin.
Divenne reggente per il nipote Leone V alla morte del re Oscin d'Armenia, che secondo alcune voci sarebbe stato da lui stesso ad avvelenare.
Durante la sua reggenza il reame subì le razzie dei Mamelucchi, il Papa Giovanni XXII intervenne sollecitando l'Ilkhan ed il re Filippo V di Francia a rendere più sicura la Cilicia armena, ed il reame ottenne una tregua di quindici anni con il sultano Mamelucco An-Nâsir Muhammad.
Oscin aveva fatto di tutto per rinsaldare la sua presa sul giovane re, prima di tutto ne aveva sposato la matrigna, vedova di re Oscin (1320), poi lo aveva costretto a sposare sua figlia (1321), infine fu probabilmente responsabile anche della morte (1323) della sorella di re Oscin, Zabel e di due dei figli di lei: Ugo ed Enrico di Lusignano, al fine di eliminare pretendenti rivali.
Quando Leone raggiunse la maggiore età, nel 1329, si ribellò violentemente contro lo zio ed il 28 febbraio lo fece assassinare insieme a Costantino, Connestabile d'Armenia e signore di Lampron ed alla regina Alice, rispettivamente fratello e figlia di Oscin; la testa di Oscin fu inviata all'Ilkhan e quella di Costantino ad An-Nâsir Muhammad.

### Matrimoni e discendenza
Oscin si sposò due volte:
- prima con Margherita d'Ibelin, (1290 † ante 1320), figlia di Baliano d'Ibelin, Siniscalco di Cipro e di Alice di Lambron; da questo matrimonio nacque Alice che sposò Leone V;

- rimasto vedovo, nel 1320 sposò la vedova di re Oscin, Giovanna d'Angiò-Napoli, figlia di Filippo I d'Angiò e di Thamar Angela Conmena Ducena, figlia di Niceforo I d'Epiro e di Anna Cantacuzena; da questo secondo matrimonio nacque Maria (1321 † ante 1405), che, come conferma il capitolo XXII del Recueil des historiens des croisades. Documents arméniens. Tome second, divenne moglie del re della Piccola Armenia,  Costantino V[2].[3].